# Burg Hoheneck (Ludwigsburg)
Die Burg Hoheneck, auch Burg Hohenegge genannt, ist die Ruine einer Höhenburg auf dem Schlossberg über dem heutigen Stadtteil Hoheneck von Ludwigsburg im Landkreis Ludwigsburg in Baden-Württemberg.

## Geschichte
Die Burg wurde um 1200 von Markgraf Hermann V. von Baden erbaut. 1234 belehnen die Markgrafen von Baden die Hacken zu Hoheneck (Hack von Hohenegge, Hacken von Hoheneck) die Burg. Im Jahr 1252 wird ein Ritter Wolfram von Hoheneck, „Wolframus miles de Hohennegk“, erwähnt. Das Siegel eines „Cunradus Hagonis de Hoheneg“, findet sich auf einer Urkunde von 1254. Die erste Erwähnung einer Siedlung bei der Burg „Hohenegge“ datiert auf das Jahr 1291. Die Hacken legten im Anschluss an die Burg eine Wohnsiedlung an und erhoben diese mit Zustimmung der Markgrafen 1345 zur Stadt. Nachdem die Württemberger mit ihrer zielstrebigen Territorialpolitik bereits im Jahr 1360 Rechte an der Burg und der Stadt erworben hatten, die sie weiterhin an die Hacken verpfändeten, ging Hoheneck vermutlich schon Ende des 14. Jahrhunderts ganz in ihren Besitz der Grafen von Württemberg über. Die Burg wurde scheinbar nicht mehr genutzt und zerfiel. 1575 wurde im Marbacher Lagerbuch erwähnt, dass früher in der Vorburg ein Kirchlein, wohl eine Kapelle gestanden hatte.
1643 wurde die Burg als zerstört beschrieben. In der Kieserschen Ansicht von 1682 sind noch hohe Ringmauern und ein Palas (damals Schloss genannt), aber schon ohne Dach zu sehen. Im 18. Jahrhundert wurde die Burg zum großen Teil abgebrochen und für den Häuserbau des Ortes benutzt (u. a. für das Kapffsche Haus).

## Beschreibung
Von der auf einem zum Neckar nach Süden hin auslaufendem Sporn gelegenen, 25 mal 30 Meter großen, Burganlage mit nahezu quadratischem Grundriss sind noch die Mauerreste und der nordwestliche quadratische Eckturm erhalten. Der Turm selbst wurde aber erst 1837 romantisch verklärt als Ruine mit romanischer spitzbogiger Fensteröffnung im Auftrag von Freiherr von Röder (General Lieutenant v. Roeder) erbaut.
Das Burggelände ist heute Privatbesitz und nicht öffentlich zugänglich.
Eine Innenbebauung fehlt heute. In der südöstlichen Ecke wurde auf einer verstärkten Terrasse ein Gartenhaus errichtet, das auf den Turmfundamenten eines alten Turms der Ringmauer steht, von dem noch ein Gewölbekeller erhalten ist. Auf den umlaufenden mehrfach gestaffelten Terrassen wird zum Teil heute wieder Wein angebaut.
In einem Bogen von Westen nach Norden ist noch ein Halsgraben zu erkennen, der die Spornburg nach Nordwesten zu sicherte. Östlich zum Neckar hin befand sich vor der Burg die Vorburg, die mit einer Schenkelmauer von Ost nach Süd zum späteren Ort abgetrennt war. Nördlich zum Halsgraben hin sind noch doppelte Mauerzüge sichtbar. Hier liegen noch Buckelquader im Mauerverbund vor. Es wird angenommen, dass nördlich und südlich der Kernburg der Zwinger gelegen hat. Die Burg selbst hatte wohl keine eigene Wasserversorgung, sondern bekam Wasser aus der sogenannten Schleifmühlquelle (1467/1619).